# Ronaldo Lemos

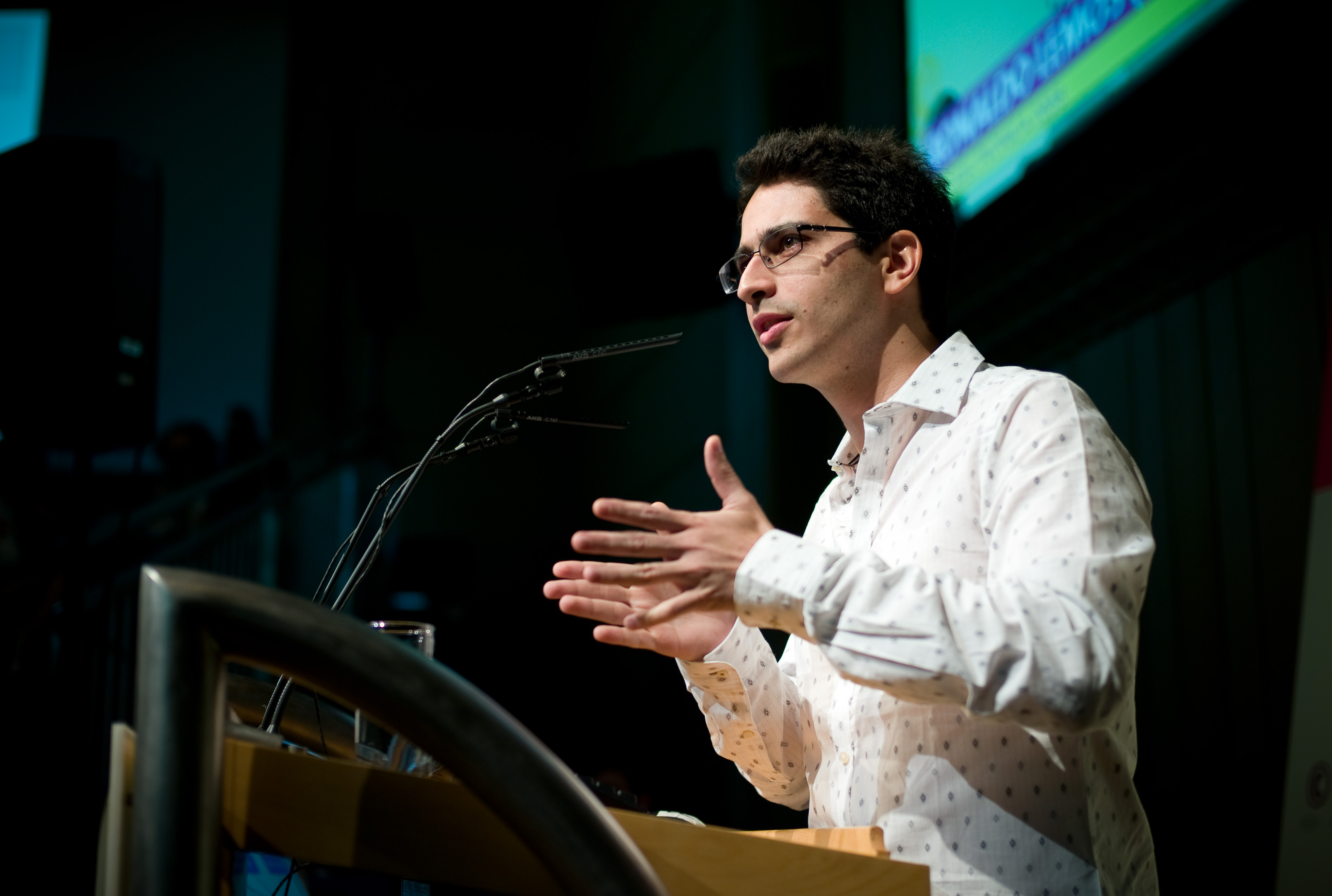
Ronaldo Lemos (foto: Joi Ito)

Ronaldo Lemos (Araguari, 25 de marzo de 1976) es director del Centro de Tecnología y Sociedad de la Escuela de Derecho de la Fundación Getulio Vargas, en Río de Janeiro y director de Creative Commons Brasil. Es profesor honorario en la Universidad de Princeton y profesor titular y coordinador del área de propiedad intelectual de la Escuela de Derecho de la Fundación Getulio Vargas en Río de Janeiro. Fundador de Overmundo, por el cual recibió el Golden Nica del Prix Ars Electronica en la categoría Comunidades Digitales. Fue presidente de iCommons de 2006 a 2008,  organización encausada a la compartición de contenido en línea. Ronaldo presenta en MTV Brasil un nuevo programa llamado Mod MTV, orientado a tecnología e tendencias, que estreno el día 25 de abril de 2011.

## Biografía
Lemos estudió en la escuela estatal de Araguari hasta los 16 años, cuando se mudó a Uberlandia. Luego después fue a Sao Paulo, donde vivió por 10 años y curso derecho en la USP. 
Está al frente de las actividades de Creative Commons en Brasil desde la adaptación de la licencia en país en 2004. Realizó su doctorado en Harvard (EUA) sobre el tema de doctorado en USP. Y el único latino-americano entre los nueve integrantes de la cúpula de Creative Commons - el conjunto de licencias que permite a un artista licenciar parte de sus derechos de autor. Participa de una investigación internacional llamada Open Business.
Autor, entre otros, del libro Derecho, Tecnología y Cultura, del libro Tecnobrega: En Pará Reinventando el Negocio de la Música, y de diversos otros artículos en publicaciones nacionales e internacionales. Miembro de la Comissão de Comércio Eletrônico establecido por el Ministério da Justiça. Fue también profesor invitado en el Centre for Brazilian Studies (Centro para estudios brasileros), en Oxford. Apuntado por la revista Superinteressante como uno de los dos nuevos pensadores do siglo XXI.
Fue orador del TIM Festival entre 2005 e 2008. Hizo parte del jurado del Prêmio Sergio Motta de Arte e Tecnologia (Premio Sergio Matta de Arte y Tecnología) en 2009. Escribe semanalmente para la Folha de São Paulo y mensualmente para la Revista Trip.
Lemos fue uno de los dos principales creadores del Marco Civil da Internet, proyecto de ley para regular la internet brasilera protegiendo derechos civiles, privacidad y la neutralidad de la red. El proceso de redacción del proyecto de ley fue coordinado por el Ministerio de Justicia brasilera en paralelo con el Centro de Tecnologia e Sociedade (Centro de tecnología y sociedad) de la FGV.
En enero de 2011 Lemos se convirtió en profesor visitante de la Universidad de Princeton, afiliado al Center for Information Technology Policy (Centro para las Políticas de la Sociedad de la Información).